# Clitoridectomie
Clitoridectomie is een chirurgische ingreep waarbij de clitorishoed of de glans clitoridis verkleind of verwijderd wordt. De handeling kan plaatsvinden als onderdeel van een rituele meisjesbesnijdenis. Andere redenen voor verwijdering zijn het voorkomen van uitzaaiingen bij vulvakanker. Ook bij pasgeborenen waarbij sprake is van intersekse kan clitoridectomie toegepast worden.
Clitoridectomie bij minderjarigen is in vrijwel alle westerse landen strafbaar. In België is het strafbaar gesteld als verminking. In Nederland valt het onder mishandeling. De maximale straf in Nederland is twaalf jaar gevangenisstraf. Hier kan nog een strafverzwaring bovenop komen indien de dader(s) familieleden zijn. In België bestaat een afzonderlijk artikel (art. 409) voor vrouwenbesnijdenis.
Sinds het einde van de twintigste eeuw is voor vrouwen die clitoridectomie hebben ondergaan een hersteloperatie mogelijk. Bij een clitorisreconstructie wordt littekenweefsel verwijderd, de clitoris blootgelegd, omhooggetrokken en weer vastgezet. Het herstel duurt drie maanden. Veel patiënten hebben nadien minder pijn; een deel van de patiënten is in staat seksueel genot te ervaren.